# Chelis cecilia
Chelis cecilia is een vlinder uit de familie van de spinneruilen (Erebidae), onderfamilie beervlinders (Arctiinae). De wetenschappelijke naam van de 
soort is voor het eerst geldig gepubliceerd in 1853 door Kindermann.
Deze nachtvlinder komt voor in Europa.